# UPLOAD
『UPLOAD』（アップロード）は、SILVA DOUBLE SUGARSOULのEP（ミニアルバム）。

## 解説
SILVA、DOUBLE、SUGARSOULが2018年にデビュー20周年を迎えることを記念し、共同名義SILVA DOUBLE SUGARSOULで2018年8月1日にキングレコードよりEP（ミニアルバム）として初回限定盤（CD＋DVD）と通常盤（CD）の2形態で発売。また同時にSILVAはBACIAMI RECORDSよりオリジナルアルバム『Quiet Moon』、DOUBLEはフォーライフミュージックエンタテイメントよりベスト・アルバム『LATEST SINGLE BEST』を発売、9月26日にSUGARSOULは2003年に発表したベスト・アルバム『sugar soul』に最新リマスターを施し、新曲「Moon Light Dance」を追加した『sugar soul＜Remastered＞』を発売予定。
三者とも1998年にメジャー・デビューしているが、SILVAは1995年から高橋よしこ名義で歌手活動、DOUBLEは1997年からTAKAKOとSACHIKOの姉妹デュオで米軍横田基地でライブ活動、SUGARSOULは1997年からDJ HASEBEとカワベとのR&BユニットSugar Soulとしてインディーズデビューはしている。
SLIVAの提案により2016年の春頃より、プロジェクトがスタートした。
リード曲「UPLOAD」はテレビ朝日系列の討論番組『朝まで生テレビ!』のオープニングテーマのジェフ・ニューマン・アンド・ヒズ・オーケストラ（Jeff Newmann And His Orchestra）の「ポジティブ・フォース（Positive Force）」をサンプリングしている。DOUBLEのTAKAKOがビヨンセ（Beyoncé）の「クレイジー・イン・ラブ（Crazy in Love）」のような楽曲を和製版で作れないかとサンプリングのネタを探して、この「ポジティブ・フォース（Positive Force）」が採用された。また公式ではないが、ルーファス・アンド・チャカ・カーン（Rufus And Chaka Khan）の「Ain't Nobody」のフレーズも大サビの部分でアレンジして引用されている。
ミュージック・ビデオの撮影場所は、東京都渋谷区円山町に位置するクラブ「HARLEM」である。
インスタグラムでは、Zeebra・Asiah・今井了介・DJ HASEBE・COMA-CHI・LUNA・AI・DJ YANATAKE・あっこゴリラ・DJ MAYUMI・餓鬼レンジャーのポチョムキンとGP・Heartbeat・Full Of Harmony・WAKANA・小林テキーラ大河・Tina・PUSHIM・May J.がお祝いメッセージ寄せられている。

## 収録曲
| CD（初回限定盤・通常盤） |                                                                  | |      |
| 01                       | UPLOAD / SILVA DOUBLE SUGARSOUL                                  | Written by SILVA, DOUBLE, SUGARSOUL Arrangement：MONK *contains a sample from "POSITIVE FORCE" composed by Geoff Bastow / Jim Harbourg and published by Sonoton Music GmbH Co KG. Recorded by SHIMI from BUZZER BEATS (D.O.C.) Mixed by D.O.I. (Daimonion Recordings) | 5:02 |
| 02                       | Good Day / DOUBLE                                                | written by TAKAKO & Ryosuke Imai Produced by TAKAKO & Ryosuke Imai (TinyVoice,Production) Guitar by D&H (TinyVoice,Production) Recorded & mixed by Tomoe Nishikawa (TinyVoice,Production) at nano studio & Studio Vision | 4:13 |
| 03                       | Emergency / SILVA                                                | Lyrics：SILVA Music：Lori Fine Arrangement：COLDFEET Sound Producer：COLDFEET Keyboards by Lori Fine Programming & Instruments by Watusi Recorded and Mixed by Watusi at Brickwall | 5:24 |
| 04                       | minna de dance ft. BengTeng a.k.a Star-A, MRC / SUGARSOUL        | Lyrics：SUGARSOUL, BengTeng a.k.a Star-A, MRC Music：Equalizer (GreenGreen), SUGARSOUL Recorded by CotaOno from BLAT WORKS Mixed by D.O.I. (Daimonion Recordings) | 4:56 |
| 05                       | UPLOAD ft. あっこゴリラ (REASON’ REMIX) / SILVA DOUBLE SUGARSOUL | Written by SILVA, DOUBLE, SUGARSOUL Additional RAP lyric by あっこゴリラ Track Produced by REASON' *contains a sample from "POSITIVE FORCE" composed by Geoff Bastow / Jim Harbourg and published by Sonoton Music GmbH Co KG. Recorded by SHIMI from BUZZER BEATS (D.O.C.) Mixed by D.O.I. (Daimonion Recordings) あっこゴリラ by the courtesy of Sony Music Associated Records | 5:42 |

| DVD（初回限定盤） |                                 |  |      |
| 01                | UPLOAD / SILVA DOUBLE SUGARSOUL |  | 5:02 |